# Anthimus VII van Constantinopel

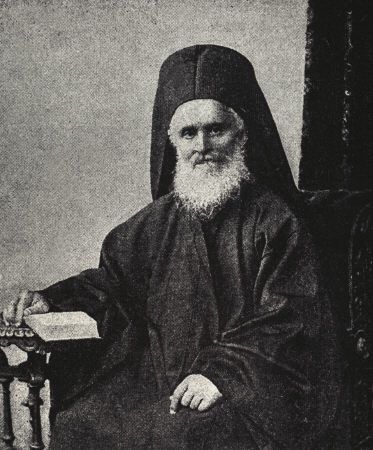
Anthimus VII

Anthimus VII (Grieks: Άνθιμος Ζ') (Plivitsa Filiates (Epirus) tussen 1827 en 1832 - Halki 5 december 1913) was oecumenisch patriarch van Constantinopel van 1 februari 1895 tot 10 februari 1896.